# 春敲町
春敲町（しゅんこうちょう）は、愛知県名古屋市瑞穂区の地名。現行行政地名は春敲町1丁目から春敲町4丁目。住居表示未実施地域。

## 地理
名古屋市瑞穂区西部に位置する。西は堀田通、南は大喜新町、北は宝田町に接する。

## 歴史

### 地名の由来
熱田神宮の東門にあたる「春敲門」を遥かに望める地であったことによるという。

### 沿革
- 1931年（昭和6年）2月1日 - 南区熱田東町字牛巻および瑞穂町字牛巻・新池下・枯木・南蛇塚・中野・寺山・中ノ口の各一部により、同区春敲町1～4丁目として成立[1]。
- 1937年（昭和12年）10月1日 - 行政区の変更に伴い、昭和区春敲町となる[9]。
- 1944年（昭和19年）2月11日 - 行政区の変更に伴い、瑞穂区春敲町となる[9]。
- 1970年（昭和45年）10月21日 - 一部が堀田通に編入される[9]。

## 世帯数と人口
2019年（平成31年）3月1日現在の世帯数と人口は以下の通りである。
| 町丁   | 世帯数  | 人口  |
| ------ | ------- | ----- |
| 春敲町 | 184世帯 | 387人 |

### 人口の変遷
国勢調査による人口の推移
| 1950年（昭和25年） | 942人   | [ 10 ] |  |
| 1955年（昭和30年） | 1,114人 | [ 10 ] |  |
| 1960年（昭和35年） | 1,296人 | [ 11 ] |  |
| 1965年（昭和40年） | 1,342人 | [ 11 ] |  |
| 1970年（昭和45年） | 1,376人 | [ 12 ] |  |
| 1975年（昭和50年） | 1,268人 | [ 12 ] |  |
| 1980年（昭和55年） | 1,070人 | [ 13 ] |  |
| 1985年（昭和60年） | 938人   | [ 13 ] |  |
| 1990年（平成2年）  | 865人   | [ 14 ] |  |
| 1995年（平成7年）  | 737人   | [ 15 ] |  |
| 2000年（平成12年） | 677人   | [ 16 ] |  |
| 2005年（平成17年） | 642人   | [ 17 ] |  |
| 2010年（平成22年） | 535人   | [ 18 ] |  |

## 学区
市立小・中学校に通う場合、学校等は以下の通りとなる。また、公立高等学校に通う場合の学区は以下の通りとなる。
| 番・番地等 | 小学校               | 中学校                   | 高等学校 |
| ---------- | -------------------- | ------------------------ | -------- |
| 全域       | 名古屋市立高田小学校 | 名古屋市立瑞穂ヶ丘中学校 | 尾張学区 |

## 施設
- 愛知みずほ大学名古屋キャンパス北緯35度7分38.2秒 東経136度55分18.5秒 / 北緯35.127278度 東経136.921806度
  - 愛知みずほ大学短期大学部北緯35度7分38.2秒 東経136度55分18.5秒 / 北緯35.127278度 東経136.921806度
  - 愛知みずほ大学瑞穂高等学校北緯35度7分41.6秒 東経136度55分22.9秒 / 北緯35.128222度 東経136.923028度
- 中部電力社宅[8]北緯35度7分40.2秒 東経136度55分29.1秒 / 北緯35.127833度 東経136.924750度

## その他

### 日本郵便
- 郵便番号 : 467-0867[4]（集配局：瑞穂郵便局[21]）。